# 4234 Evtushenko
4234 Evtushenko este un asteroid din centura principală, descoperit pe 6 mai 1978 de Nikolai Cernîh.